# Mount Vernon
Bài này nói về nơi cư ngụ của George Washington. Để đọc về các bài khác có tên tương tự, xin xem Mount Vernon (định hướng).
Mount Vernon là cư dinh cũ của George Washington, vị tổng thống đầu tiên của Mỹ. Mount Vernon tọa lạc ở bờ nam sông Potomac, gần Alexandria, Virginia. Cơ dinh này gồm tòa nhà chính và trang trại lớn, tổng cộng rộng 2 cây số vuông. Dinh thự chính xây bằng gỗ theo phong cách kiến trúc Palladio.
Năm 1960 Mount Vernon được công nhận là một Danh lam Lịch sử Quốc gia Hoa Kỳ (National Historic Landmark) và được liệt danh trong Sổ bộ Địa danh Lịch sử Quốc gia Hoa Kỳ (National Register of Historic Places). Di tích lịch sử này do Hội phụ nữ Mount Vernon điều hành dưới dạng tín thác, đón tiếp du khách.